# Brit-szigetek
A Brit-szigetek (angolul British Isles) szigetek csoportja az európai kontinens északnyugati partjai mentén fekszenek, amelyek magukba foglalják a Brit-szigetet, az Ír-szigetet és vagy 1100 kisebb szigetet. A Brit-szigetek alkotják a tulajdonképpeni Északnyugat-Európát.

## A név körüli viták
A Brit-szigetek elnevezés félreérthető és sokak számára, főképp Írországban, kifogásolható. Az írek gyakran tiltakoznak is ellene, mert úgy érzik, használata függetlenségüket, történelmi és kulturális hagyományaikat kérdőjelezi meg. Semleges kifejezésként a szigetekre gyakran használják a Britannia és Írország kifejezést (angolul Britain and Ireland). Egy másik, ritkábban használt megnevezés az Észak-atlanti-szigetek (Islands of the North Atlantic, vagy rövidítéssel IONA).

## Államai
A szigeteken két szuverén állam helyezkedik el: Nagy-Britannia és Észak-Írország Egyesült Királysága és az Ír Köztársaság. A csoporthoz tartozik Man sziget is, amely brit koronafüggőség. Csak Írország tagja az Európai Uniónak. 1801 és 1922 között Nagy-Britannia és Írország együtt alkották Nagy-Britannia és Írország Egyesült Királyságát (bár a britek csak 1927-ben változtatták meg a nevet). 1922. december 6-án valamennyi ír megye elhagyta az Egyesült Királyság fennhatóságát, kivéve azt a hatot a sziget északkeleti részén, amelyek ma Észak-Írországot alkotják.

## Földrajza
A Brit-szigetek délről északra Pednathise Head szigettől a Shetland-szigetekhez tartozó Out Stack szigetekig terjed, nyugatról keletre az ír Tearaght-szigettől az Egyesült Királysághoz tartozó Lowestoft Ness fokig. Több, mint hatezer sziget tartozik hozzá, amelyek együttes területe 315 134 km² (121 674 négyzetmérföld).
A szigetek területének legnagyobb része alacsonyan fekvő, termékeny vidék, de jelentős hegyvidéki területek vannak Írországban, Skóciában, Walesben és Anglia északi részén is. Geológia összetételük vegyes, a földkéreglemezek összesodródása és a jegesedés által formált.

### Kialakulása
A szigetek területe északról dél felé fokozatosan fiatalodik. A Külső-Hebridák területein még az Eria ősmasszívum kőzetei találhatóak, míg a Brit-sziget délkeleti részein már harmadidőszaki és negyedidőszaki üledékek találhatóak.
A szigetvilág legnagyobb része az óidőben keletkezett. Az északi hegységek (pl.: Grampian-hegység, Cumbrian-hegység, Snowdon, Wicklow-hegység) a Kaledónai-hegységrendszerhez tartoznak, a délebbiek (pl.: Pennine-hegység, Kerry-hegység) a Variszkuszi-hegységrendszer tagjai. A Brit-sziget déli, délkeleti részén már középidei üledékek figyelhetőek meg, pl. a Londoni-medence réteglépcsői.
A negyedidőszak során jelentős változások történtek a területen, a pleisztocén eljegesedés szinte a szigetvilág egészét érintette. A hegységekben kárfülkék, kárgerince és tavak jöttek létre a jég munkájának köszönhetően, a síkságokon pedig morénák és drumlinek alakultak ki. A jégkorszak idején olyan alacsony volt a tengerszint, hogy még az európai kontinenshez kapcsolódott a szigetek nagy része. A holocénben kezdődött meg a tengerszint rohamos emelkedése, így 10000 évvel ezelőtt az Ír-sziget, majd 8000 évvel ezelőtt a Brit-sziget is elvált a kontinenstől. A jégtakaró elolvadása után megindult a terület emelkedése.

### Éghajlat
A Brit-szigetek éghajlata kiegyenlített óceáni éghajlat, melyet a nyugati fekvés, az óceán közelsége és az Észak-atlanti-áramlat hatása határoz meg. Jelentős területi különbségek azért kirajzolódhatnak, a legkiegyenlítettebb a délnyugat-írországi partvidék, itt az éves közepes hőingás 7-8 °C, a Londoni-medencében a hőingás mértéke már 13 °C. A hőmérséklet északról dél felé fokozatosan nő.

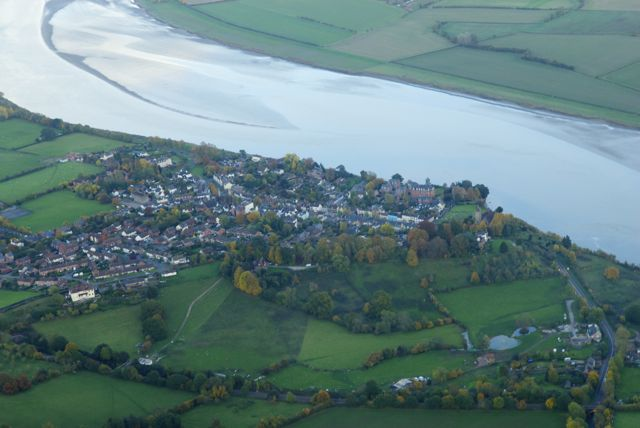
A Severn Newnhamnél

A csapadék mértéke nyugatról keletre csökken. A legtöbb csapadék a Skót-felföld nyugati lejtőin esik, akár 3000–3500 mm/év mértékben is, Anglia középső és keleti területein a csapadék mértéke már 600–800 mm/év. A napsütéses órák száma alacsony, Nyugat-Skóciában a legalacsonyabb, évente átlagosan 900 órás, a legnaposabb az Angol-lépcsővidék, itt 1400 óra évente a mértéke. Jellemző még a levegő magas páratartalma, a gyakori ködképződés és a viharos szél.

### Vízrajz
A szigeteken a vízhálózat sűrű, bővizű, kiegyenlített vízjárású. A Brit-sziget leghosszabb (392 km) folyója a Severn, mely a Bridgwateri-öbölbe ömlik. Jelentősebb folyók még a Humber, a Tyne és a Solway. Az Ír-sziget legnagyobb folyója a 368 km hosszú Shannon folyó.
A Brit-szigeteken, főleg az északi területeken rengeteg glaciális eredetű tó található. Ezen közül a legnagyobb az Ír-szigeten található Neagh-tó, mely 29 km hosszú, 24 km széles, átlagosan 12 m mély és összesen 396 km² területű.

### Élővilág

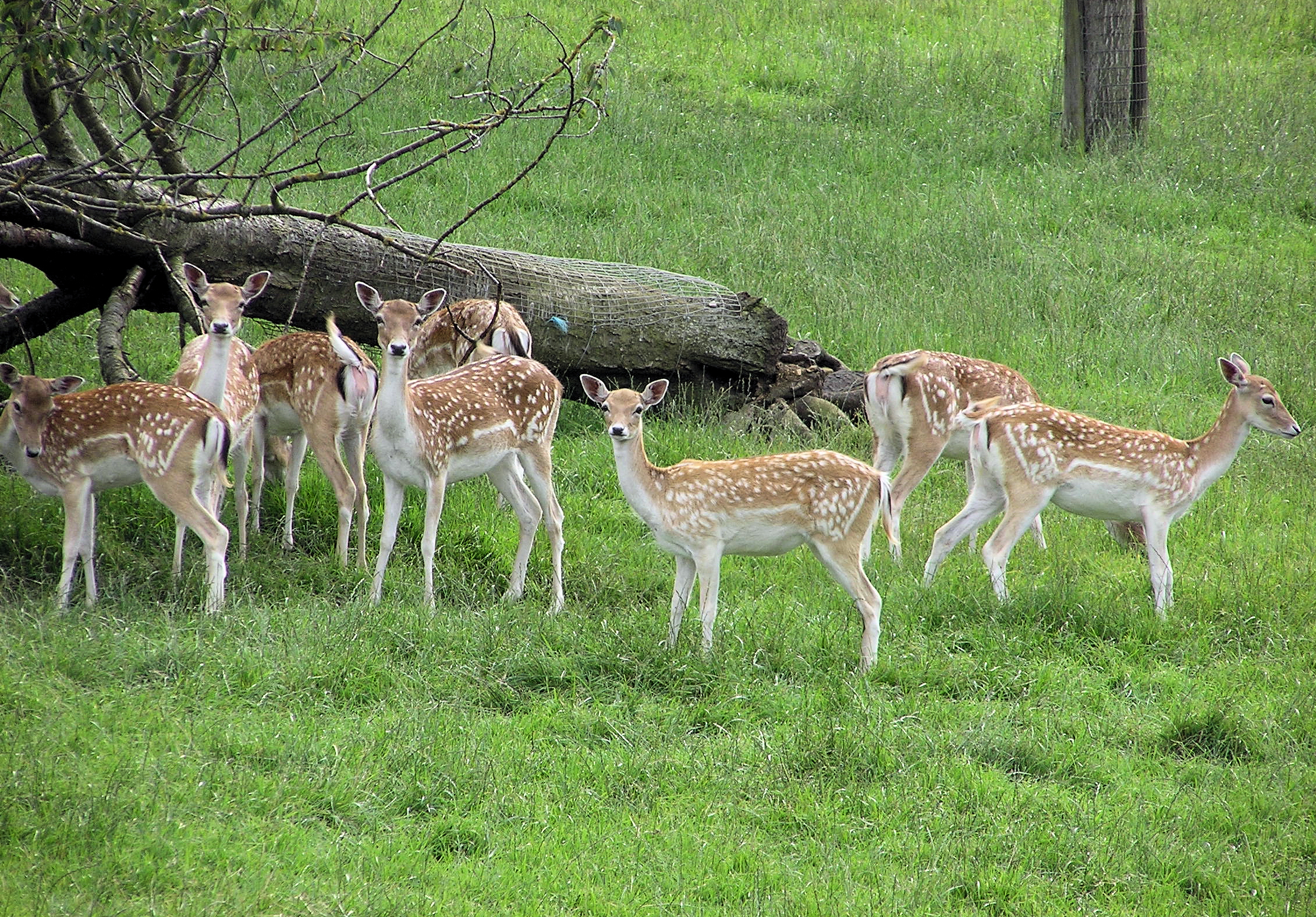
Dámvadcsorda az Avon Valley Country Parkban, Keynsham, Somerset

A Brit-szigetek területe jellemzően kopár, az erdők aránya területének 10%-át sem éri el. A 11. században a szigetek területének nagy részét még erdők borították, északon főként erdeifenyő és nyír, délen pedig gyertyán és tölgy volt a jellemző. A 14-15. században a legelők kiterjesztése miatt kezdődött meg az erdők kivágása, az ipari forradalom idején pedig végleg eltűntek a nagy, egybefüggő erdőfoltok. Napjainkra csak kisebb állományok maradtak meg, a kivágott erdők helyén pedig fenyérpuszták találhatóak. A visszaerdősülést a területre jellemző viharos szél is akadályozza. A nedves fennsíkokon leginkább lápok, láprétek és gyepek találhatóak. Az enyhe tél miatt a legelők egész évben zöldek.
Állatvilága hasonló az európai kontinenséhez. A nagytestű emlősök nagy része kipusztult, pl. vaddisznó, barna medve, farkas. Jellemző fajok a sün, vakond, cickány, mezei nyúl, mókus, róka, borz, menyét, hermelin, vidra és nyuszt. A párosujjú patások közül pedig a európai dámvad és az európai őz található meg itt. A madárvilág gazdag, jellemző fajok a szula, kárókatona, bütykös hattyú, kanadai lúd, barátréce, vándorsólyom, vörös vércse, karvaly. Endemikus madár az ír hófajd. A parton élő madárfajok közül jellemző: parti lile, póling, háromujjú csüllő, lunda, lumma, alka.